# Schnaps im Silbersee
Schnaps im Silbersee (kurz: „SiS“ oder „die Schnäpse“) ist eine Liedermacher/Folk/Pop-Band aus Berlin, wobei die einzelnen Musiker auch regelmäßig solo als Singer-Songwriter auftreten. Insbesondere als Live-Band auf diversen Folk-Festivals hatten sie sich deutschlandweit einen Namen gemacht. Schnaps im Silbersee gehörten regelmäßig zu den Headlinern des Folklorums auf der Kulturinsel Einsiedel. Der Bandname lehnt sich an den Karl May-Klassiker Der Schatz im Silbersee an.
Die Texte der Band sind meist humoristisch und zeichnen sich durch eine hohe Dichte an Wortspielen aus. Thematisch schlagen sie den Bogen von den Absurditäten des Alltags (Kohlenstoff) über Liebe (Unglückliche Liebe), Freiheit (Wildgänsehaut), Philosophie (Individuum Umdividuum) bis hin zu gesellschaftskritischen Tönen (Krisenherd). Bei ihren Auftritten covern sie gelegentlich auch Lieder von befreundeten Interpreten.
Ab 2018 ist die Gruppe gemeinsam mit Hasenscheisse, Lari & die Pausenmusik sowie Linda Gundermann auch Teil von Linda und die lauten Bräute, einer Gerhard-Gundermann-Tribute Band.

## Geschichte
Seit etwa Mitte 2009 tourte Peter Wolter mit Julia Neukam, später mit Johanna Regenbogen als Schnaps im Silbersee durch Deutschland. Davor spielte Wolter bei der Münchner Ska-Band Troubadix Rache sowie in der Mittelalter-Formation Ayragon.
Im Jahr 2010 lernten SiS Melvin Haack und Jerg Burchard (Melvin und der Jerg) kennen und absolvierten gemeinsam mit ihnen einige Auftritte. Nachdem die Chemie gestimmt hatte, fusionierten beide Bands und Schnaps im Silbersee wurde zum Quartett. In dieser Konstellation schrieben sie neue Songs und wurden 2013 mit dem Publikumspreis der Hoyerswerdaer Hoyschrecke ausgezeichnet. Kurz danach veröffentlichte SiS die EP Amrum im Eigenverlag. Die Wege der Band und Johanna trennten sich, neu dazu kam die Multiinstrumentalistin Judith Retzlik.
Im Jahr 2014 folgte mit Jede Welt ist die echte das erste Studioalbum der Band, aus diesem Album konnten sich fünf Werke in der Liederbestenliste platzieren. Im selben Jahr verließ Jerg Burchard die Band, um sich eigenen Projekten zu widmen, Schnaps im Silbersee ist seither als Trio unterwegs.
Auf dem Folklorum 2015 spielte Schnaps im Silbersee erstmals mit Begleitmusikern an Bass und Schlagzeug, zwei Jahre später entstand – ebenfalls auf der Kulturinsel Einsiedel – ihr erstes Musikvideo zum Song Noch lang nicht genug.

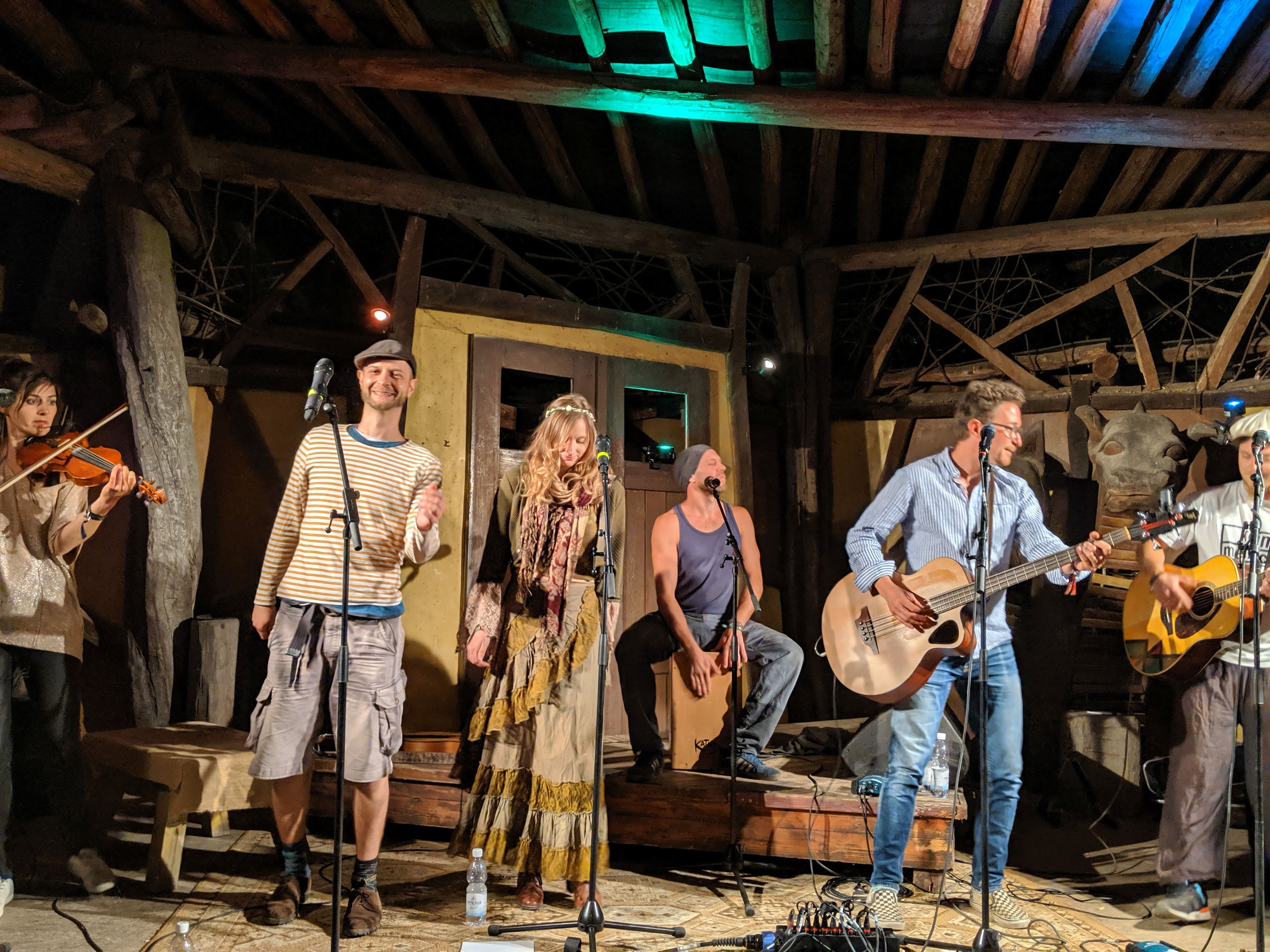
Schnaps im Silbersee gemeinsam mit Linda und die lauten Bräute auf dem Folklorum 2019, Kulturinsel Einsiedel

Nachdem die Band mittels Crowdfunding genügend Budget für die Produktion eines neuen Albums eingesammelt hatte, erschien 2018 mit Synapsensilvester der zweite Longplayer. Ebenfalls 2018 initiierte die Band zusammen mit Linda Gundermann (Tochter von Gerhard Gundermann) die Tribute-Band Linda und die lauten Bräute. Dieser schloss sich Schnaps im Silbersee gemeinsam mit den Gruppen Hasenscheisse sowie Lari & die Pausenmusik an.
Im Frühsommer 2020, während des ersten Corona-Lockdowns veröffentlichte SiS digital das satirische Stück Wohlstandsquarantäne. Hierzu riefen sie zu einem Fanvideo-Contest auf.
Um ihr drittes Album zu realisieren, veranstaltete die Band ab dem Sommer 2022 erneut ein Crowdfunding. Dieses war erfolgreich, so dass der Longplayer Krisenherz im Mai 2023 offiziell erschien. 
SiS ist bisher unter anderem auf dem Herzberg-Festival, dem Eurofolk-Festival und dem Bardentreffen aufgetreten.

## Diskografie
Alben
- 2014: Jede Welt ist die echte (Timezone)
- 2018: Synapsensilvester (Prosodia)
- 2023: Krisenherz (Pretty Noice Records)

EPs
- 2013: Amrum (Eigenvertrieb)
- 2022: Jede Welt ist die echte – Nachtrag (Prosodia)

Singles
- 2019: Sags morgen nie
- 2019: Noch lange nicht genug
- 2020: Wohlstandsquarantäne
- 2023: Die Arktis brennt
- 2023: Nichts mehr

## Auszeichnungen
- 2013: Publikumspreis Hoyerswerdaer Hoyschrecke[3]
- 2014: Empfehlung des Monats der Liederbestenliste für MetamorpHose[7]